# Brescia Calcio 1983-1984
Questa voce raccoglie le informazioni riguardanti il Brescia Calcio nelle competizioni ufficiali della stagione 1983-1984.

## Stagione
La formazione bresciana ha partecipato per la seconda volta al campionato di Serie C1, piazzandosi al quinto posto in classifica. Promosse il Bologna ed il Parma.

Da sinistra: il neoacquisto Giuliano Giorgi, futuro punto fermo delle rondinelle a metà del decennio, in marcatura sul fiorentino Brondi nella trasferta del 18 settembre 1983 (0-0).

Il presidente Franco Baribbi per il rilancio delle rondinelle sceglie il tecnico toscano Corrado Orrico. Al termine del girone di andata il Brescia ha raccolto 22 punti ed è in piena corsa promozione, poi si rompe qualcosa, e lascia così via libera al Lanerossi Vicenza, che schiera un giovane Roberto Baggio, al Parma ed al Bologna, un terzetto che continua fino all'ultima giornata a giocarsi la promozione. L'8 aprile dopo il pareggio  (0-0) con la Carrarese viene esonerato Corrado Orrico, al suo posto arriva Guido Settembrino. Con 22 reti il miglior marcatore bresciano è Tullio Gritti, delle quali 3 in Coppa Italia di Serie C e 19 in campionato.
In Coppa Italia Serie C, superato il primo turno nel girone E, davanti a Mantova, Piacenza e Ospitaletto, viene eliminata ai sedicesimi di finale dal Fanfulla: dopo la sconfitta 3-0 all'andata a Lodi, ha pareggiato 2-2 al ritorno in casa.

## Divise e sponsor
Lo sponsor tecnico per la stagione 1983-1984 è Gazelle, mentre lo sponsor commerciale è Fin-Eco.

## Organigramma societario
Area direttiva
- Presidente: Franco Baribbi

Staff tecnico
- Allenatore: Corrado Orrico (1ª-27ª), Guido Settembrino (28ª-34ª)

## Rosa
| N. |                   | Ruolo | Calciatore          |
| -- | ----------------- | ----- | ------------------- |
|    | Italia (bandiera) | P     | Roberto Aliboni     |
|    | Italia (bandiera) | P     | Giorgio Pellizzaro  |
|    | Italia (bandiera) | D     | Walter Bianchi      |
|    | Italia (bandiera) | D     | Alessandro Chiodini |
|    | Italia (bandiera) | D     | Sergio Elli         |
|    | Italia (bandiera) | D     | Giuliano Giorgi     |
|    | Italia (bandiera) | D     | Corrado Merli       |
|    | Italia (bandiera) | D     | Marco Torresani     |
|    | Italia (bandiera) | C     | Ivano Bonetti       |
|    | Italia (bandiera) | C     | Stefano Bonometti   |
|    | Italia (bandiera) | C     | Giuseppe Bressani   |

| N. |                   | Ruolo | Calciatore             |
| -- | ----------------- | ----- | ---------------------- |
|    | Italia (bandiera) | C     | Roberto Chierici       |
|    | Italia (bandiera) | C     | Enrico Lombardi        |
|    | Italia (bandiera) | C     | Mariano Marchetti      |
|    | Italia (bandiera) | C     | Alessandro Quaggiotto  |
|    | Italia (bandiera) | C     | Sandro Walter Salvioni |
|    | Italia (bandiera) | C     | Daniele Zoratto        |
|    | Italia (bandiera) | A     | Gianluca Gaudenzi      |
|    | Italia (bandiera) | A     | Tullio Gritti          |
|    | Italia (bandiera) | A     | Ugo Guerra             |
|    | Italia (bandiera) | A     | Lorenzo Mossini        |

## Risultati

### Serie C1

#### Girone di andata
| Firenze 18 settembre 1983 1ª giornata | Rondinella Marzocco | 0 – 0 | Brescia | Stadio Gino Bozzi\| Arbitro: \| D'Innocenzo (Roma) \| |
| Arbitro:                              | D'Innocenzo (Roma)  |       |         |                                                       |

| Arbitro: | Bailo (Novi Ligure) |

|            |           |  |
| Gritti 25’ | Marcatori |  |

| Arbitro: | Ramicone (L'Aquila) |

|               |           |            |
| Cinquetti 33’ | Marcatori | 76’ Gritti |

| Arbitro: | Creati (Acireale) |

|              |           |                 |
| Gaudenzi 55’ | Marcatori | 75’ Quagliaroli |

| Arbitro: | Baroni (Macerata) |

|                 |           |  |
| Gabriellini 87’ | Marcatori |  |

| Arbitro: | Fabricatore (Roma) |

|                                         |           |  |
| Gritti 17’ Sasso 37’ (aut.) Mossini 52’ | Marcatori |  |

| Arbitro: | Basile (Siracusa) |

|  |           |             |
|  | Marcatori | 25’ Mossini |

| Arbitro: | Cornieti (Forlì) |

|                                          |           |                                          |
| Gritti 43’, 76’ (rig.), 90’ Gaudenzi 86’ | Marcatori | 6’ Messersì 37’ Del Prete 51’ Muggianesi |

| Arbitro: | Bruschini (Firenze) |

|                        |           |                    |
| Bonetti 21’ Gritti 32’ | Marcatori | 60’ Di Pietropaolo |

| Arbitro: | Ramicone (L'Aquila) |

|              |           |  |
| Del Nero 51’ | Marcatori |  |

| Arbitro: | Pucci (Firenze) |

|            |           |                      |
| Gritti 20’ | Marcatori | 29’ (aut.) Bonometti |

| Arbitro: | Laricchia (Bari) |

|              |           |                   |
| Landonio 60’ | Marcatori | 62’ (rig.) Gritti |

| Brescia 11 dicembre 1983 13ª giornata | Brescia      | 0 – 0 | Reggiana | Stadio Mario Rigamonti\| Arbitro: \| Bin (Torino) \| |
| Arbitro:                              | Bin (Torino) |       |          |                                                      |

| Arbitro: | Caprini (Perugia) |

|             |           |                                    |
| Zanotti 70’ | Marcatori | 60’, 66’ (rig.) Gritti 82’ Zoratto |

| Brescia 8 gennaio 1984 15ª giornata | Brescia            | 0 – 0 | Bologna | Stadio Mario Rigamonti\| Arbitro: \| D'Innocenzo (Roma) \| |
| Arbitro:                            | D'Innocenzo (Roma) |       |         |                                                            |

| Arbitro: | Cassi (Pisa) |

|  |           |            |
|  | Marcatori | 15’ Gritti |

| Brescia 22 gennaio 1984 17ª giornata | Brescia           | 0 – 0 | Lanerossi Vicenza | Stadio Mario Rigamonti\| Arbitro: \| Tuveri (Cagliari) \| |
| Arbitro:                             | Tuveri (Cagliari) |       |                   |                                                           |

#### Girone di ritorno
| Arbitro: | Greco (Lecce) |

|            |           |  |
| Gritti 72’ | Marcatori |  |

| Arbitro: | Gabbrielli (Prato) |

|           |           |  |
| Mochi 12’ | Marcatori |  |

| Arbitro: | Marascia (Roma) |

|                                      |           |              |
| Torresani 9’ Gaudenzi 49’ Gritti 59’ | Marcatori | 75’ Nicassio |

| Lodi 19 febbraio 1984 21ª giornata | Fanfulla           | 0 – 0 | Brescia | Stadio Comunale\| Arbitro: \| D'Innocenzo (Roma) \| |
| Arbitro:                           | D'Innocenzo (Roma) |       |         |                                                     |

| Arbitro: | Basile (Siracusa) |

|                |           |           |
| Gabriellini 6’ | Marcatori | 8’ Gritti |

| Arbitro: | Greco (Lecce) |

|                     |           |              |
| Salvioni 56’ (aut.) | Marcatori | 21’ Salvioni |

| Brescia 11 marzo 1984 24ª giornata | Brescia          | 0 – 0 | Treviso | Stadio Mario Rigamonti\| Arbitro: \| Perdonò (Foggia) \| |
| Arbitro:                           | Perdonò (Foggia) |       |         |                                                          |

| Fano 18 marzo 1984 25ª giornata | Fano                | 0 – 0 | Brescia | Stadio Comunale "Borgo Metauro"\| Arbitro: \| Bruschini (Firenze) \| |
| Arbitro:                        | Bruschini (Firenze) |       |         |                                                                      |

| Arbitro: | Gabbrielli (Prato) |

|                          |           |            |
| Barbuti 41’ Marocchi 64’ | Marcatori | 82’ Guerra |

| Brescia 8 aprile 1984 27ª giornata | Brescia        | 0 – 0 | Carrarese | Stadio Mario Rigamonti\| Arbitro: \| Catania (Roma) \| |
| Arbitro:                           | Catania (Roma) |       |           |                                                        |

| Arbitro: | Basile (Siracusa) |

|                                  |           |                 |
| Zoratto 51’ (aut.) Zarattoni 90’ | Marcatori | 28’, 80’ Gritti |

| Arbitro: | Baldas (Trieste) |

|                          |           |               |
| Mossini 16’ Lombardi 34’ | Marcatori | 67’ Lucchetti |

| Reggio Emilia 6 maggio 1984 30ª giornata | Reggiana          | 0 – 0 | Brescia | Stadio Mirabello\| Arbitro: \| Caprini (Perugia) \| |
| Arbitro:                                 | Caprini (Perugia) |       |         |                                                     |

| Arbitro: | Calabretta (Catanzaro) |

|                                     |           |                       |
| Bonetti 15’ Gritti 46’ (rig.), rig’ | Marcatori | 81’ (rig.) D'Agostino |

| Arbitro: | Tuveri (Cagliari) |

|                        |           |  |
| Fabbri 7’ Facchini 60’ | Marcatori |  |

| Arbitro: | Felicani (Bologna) |

|                          |           |                    |
| Lombardi 15’ Mossini 41’ | Marcatori | 48’, 80’ Simonetta |

| Arbitro: | Bruschini (Firenze) |

|                                   |           |  |
| Rondon 42’, 53’ Baggio 85’ (rig.) | Marcatori |  |

### Coppa Italia Serie C

#### Fase eliminatoria a gironi
| Arbitro: | Gabbrielli (Prato) |

|  |           |               |
|  | Marcatori | 75’ Bonometti |

| Arbitro: | Dalfovo (Trento) |

|               |           |  |
| Marchetti 61’ | Marcatori |  |

| Arbitro: | Frigerio (Milano) |

|                    |           |                                                   |
| Mostosi 56’ (rig.) | Marcatori | 41’ Bonometti 44’, 61’ (rig.) Gritti 85’ Gaudenzi |

| Arbitro: | Baldas (Trieste) |

|                         |           |  |
| Gritti 59’ Gaudenzi 70’ | Marcatori |  |

| Mantova 4 settembre 1983 5ª giornata | Mantova            | 0 – 0 | Brescia | Stadio Danilo Martelli\| Arbitro: \| Felicani (Bologna) \| |
| Arbitro:                             | Felicani (Bologna) |       |         |                                                            |

| Arbitro: | Gava (Conegliano) |

|                        |           |  |
| Zoratto 53’ Guerra 72’ | Marcatori |  |

#### Fase finale
| Arbitro: | Schiavon (Padova) |

|                                      |           |  |
| Tirloni 17’ Biolcati 32’ Magrini 82’ | Marcatori |  |

| Arbitro: | Beschin (Legnago) |

|                          |           |                            |
| Gaudenzi 8’ Lombardi 49’ | Marcatori | 6’ Masuero 27’ Spallanzani |

## Statistiche

### Statistiche dei giocatori
| Giocatore     | Serie C1 | Serie C1 | Serie C1    | Serie C1   | Coppa Italia Serie C | Coppa Italia Serie C | Coppa Italia Serie C | Coppa Italia Serie C | Totale   | Totale | Totale      | Totale     |
| Giocatore     | Presenze | Reti     | Ammonizioni | Espulsioni | Presenze             | Reti                 | Ammonizioni          | Espulsioni           | Presenze | Reti   | Ammonizioni | Espulsioni |
| ------------- | -------- | -------- | ----------- | ---------- | -------------------- | -------------------- | -------------------- | -------------------- | -------- | ------ | ----------- | ---------- |
| R. Aliboni    | 34       | -28      | ?           | ?          | 6                    | -1                   | ?                    | ?                    | 40       | -29    | ?           | ?          |
| W. Bianchi    | 9        | 0        | ?           | ?          | 3                    | 0                    | ?                    | ?                    | 12       | 0      | ?           | ?          |
| I. Bonetti    | 29       | 2        | ?           | ?          | 7                    | 0                    | ?                    | ?                    | 36       | 2      | ?           | ?          |
| S. Bonometti  | 32       | 0        | ?           | ?          | 7                    | 2                    | ?                    | ?                    | 39       | 2      | ?           | ?          |
| G. Bressani   | 23       | 0        | ?           | ?          | 8                    | 0                    | ?                    | ?                    | 31       | 0      | ?           | ?          |
| R. Chierici   | 26       | 0        | ?           | ?          | 7                    | 0                    | ?                    | ?                    | 33       | 0      | ?           | ?          |
| A. Chiodini   | 33       | 0        | ?           | ?          | 3                    | 0                    | ?                    | ?                    | 36       | 0      | ?           | ?          |
| S. Elli       | 9        | 0        | ?           | ?          | 3                    | 0                    | ?                    | ?                    | 12       | 0      | ?           | ?          |
| G. Gaudenzi   | 23       | 3        | ?           | ?          | 7                    | 3                    | ?                    | ?                    | 30       | 6      | ?           | ?          |
| G. Giorgi     | 33       | 0        | ?           | ?          | 8                    | 0                    | ?                    | ?                    | 41       | 0      | ?           | ?          |
| T. Gritti     | 31       | 19       | ?           | ?          | 8                    | 3                    | ?                    | ?                    | 39       | 22     | ?           | ?          |
| U. Guerra     | 14       | 1        | ?           | ?          | 4                    | 1                    | ?                    | ?                    | 18       | 2      | ?           | ?          |
| E. Lombardi   | 24       | 2        | ?           | ?          | 2                    | 1                    | ?                    | ?                    | 26       | 3      | ?           | ?          |
| M. Marchetti  | 3        | 0        | ?           | ?          | 5                    | 1                    | ?                    | ?                    | 8        | 1      | ?           | ?          |
| C. Merli      | 6        | 0        | ?           | ?          | 4                    | 0                    | ?                    | ?                    | 10       | 0      | ?           | ?          |
| L. Mossini    | 28       | 4        | ?           | ?          | 8                    | 0                    | ?                    | ?                    | 36       | 4      | ?           | ?          |
| G. Pellizzaro | 0        | 0        | ?           | ?          | 2                    | -2                   | ?                    | ?                    | 2        | -2     | ?           | ?          |
| A. Quaggiotto | 2        | 0        | ?           | ?          | 0                    | 0                    | ?                    | ?                    | 2        | 0      | ?           | ?          |
| S.W. Salvioni | 18       | 1        | ?           | ?          | 2                    | 0                    | ?                    | ?                    | 20       | 1      | ?           | ?          |
| M. Torresani  | 32       | 1        | ?           | ?          | 7                    | 0                    | ?                    | ?                    | 39       | 1      | ?           | ?          |
| D. Zoratto    | 27       | 1        | ?           | ?          | 3                    | 1                    | ?                    | ?                    | 30       | 2      | ?           | ?          |